# 大默瑟勒山

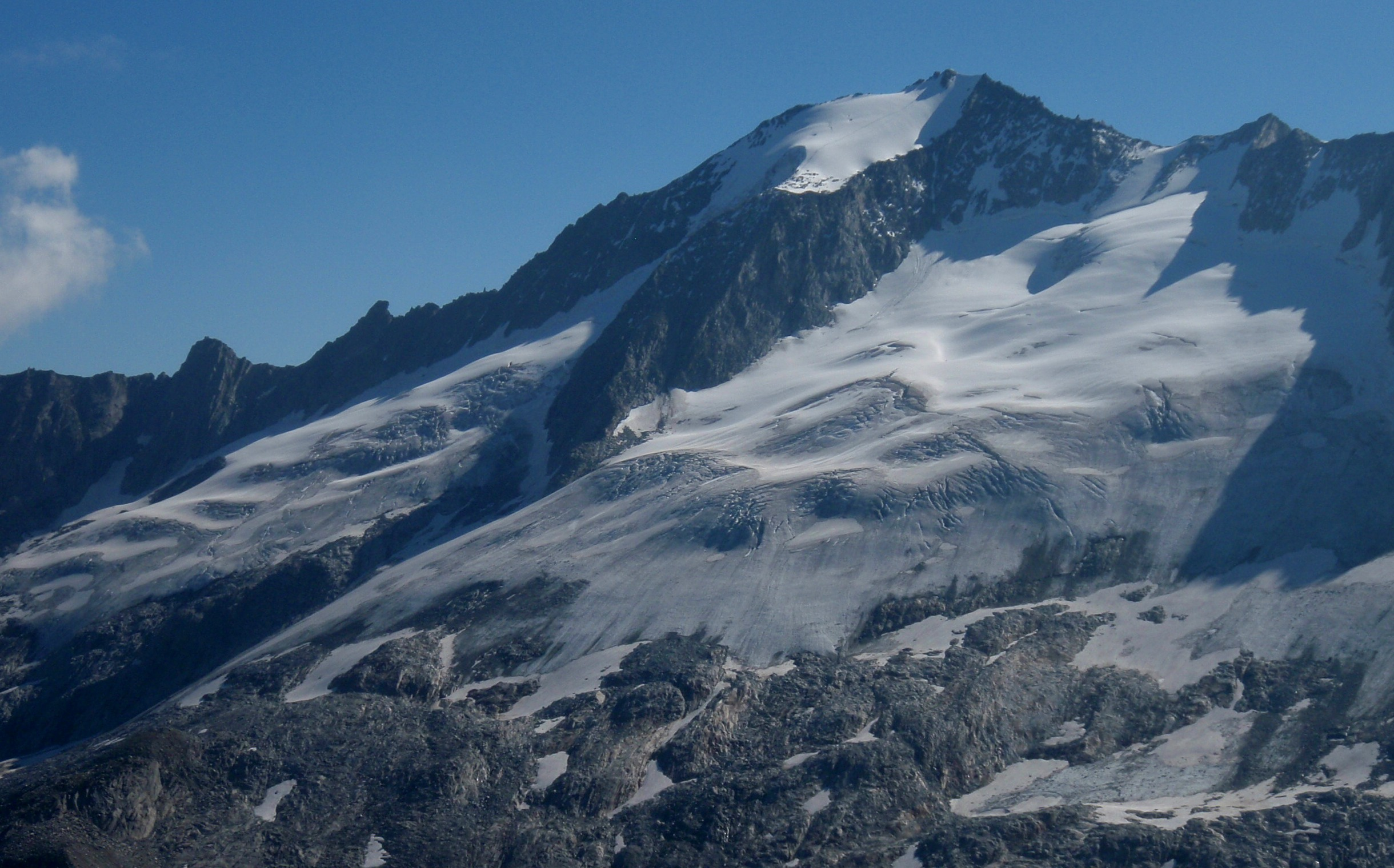

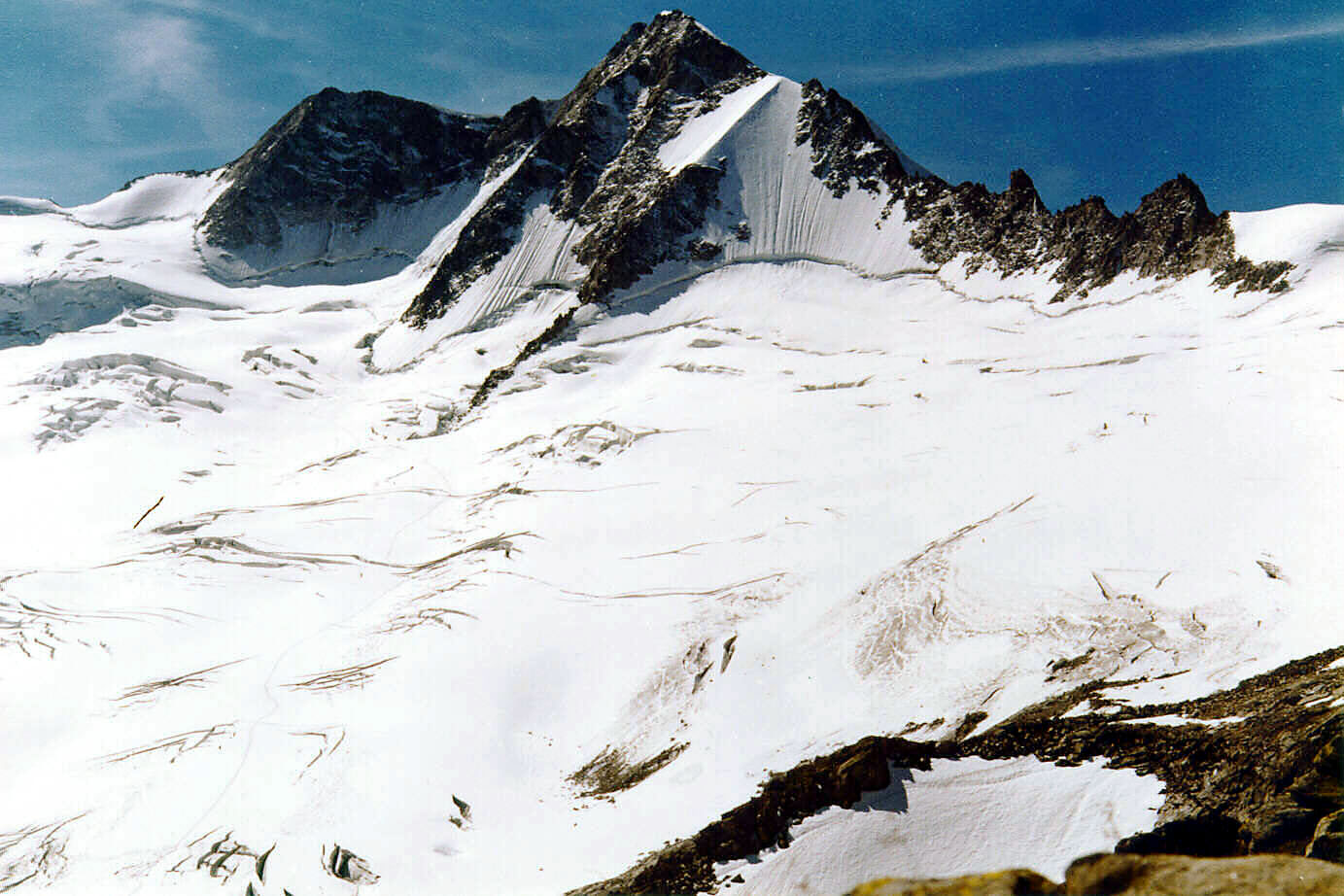

46°59′33″N 11°46′54″E / 46.9925°N 11.78167°E
大默瑟勒山（德語：Großer Möseler），是南歐的山峰，位於奥地利和意大利接壤的邊境，屬於齊勒塔爾阿爾卑斯山脈的一部分，海拔高度3,480米，人類在1865年6月16日首次登頂。